# Rapatea elongata
Rapatea elongata är en gräsväxtart som beskrevs av G.Schulze. Rapatea elongata ingår i släktet Rapatea och familjen Rapateaceae. Inga underarter finns listade i Catalogue of Life.